# 韦尔申巴赫
韦尔申巴赫是德国莱茵兰-普法尔茨州的一个市镇。总面积2.79平方公里，总人口54人，其中男性24人，女性30人（2011年12月31日），人口密度19人/平方公里。